# Robin de Puy

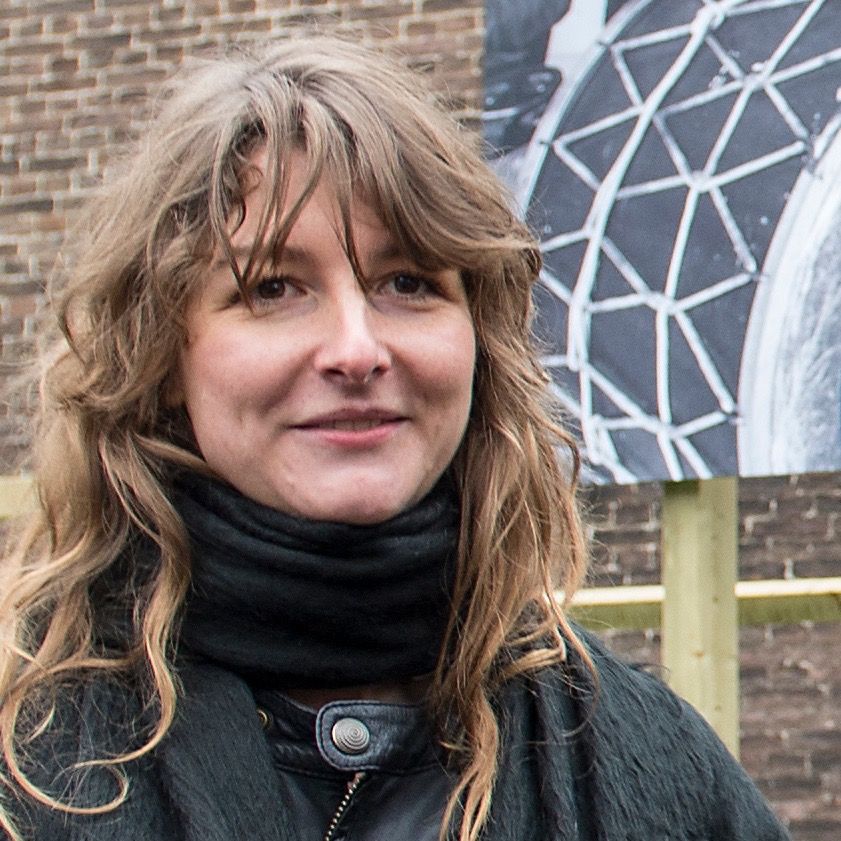
Robin de Puy (2016)

Robin de Puy (Oude-Tonge, *1986) ist eine niederländische Porträtfotografin.

## Werdegang
Von 2006 bis 2009 studierte Robin de Puy an der Fotoacademie Rotterdam; für ihre Fotoserie Meisjes in de prostitutie (dt. Mädchen in der Prostitution) wurde sie mit dem Preis der Akademie für die beste Abschlussarbeit ausgezeichnet. Ein Porträt ihrer Kollegin An-Sofie Kesteleyn für die Wissenschaftsbeilage des Volkskrant gewann 2014 den Niederländischen Porträtpreis, hinzu kommen Nominierungen für den Preis der Niederländischen Fotografenvereinigung PANL.
De Puy arbeitet für die Zeitschriften Elle, De Volkskrant, Marie Claire, Vrij Nederland, New York Magazine und andere, in denen ihre Fotos veröffentlicht werden.
Mit zunehmender Popularität entstand bei der Fotografin das Bedürfnis, den wachsenden (eigenen und fremden) Ansprüchen zu entkommen und zurück zu ihren fotografischen Wurzeln zu finden. Im Sommer 2015 unternahm sie eine 10-wöchigen Motorradtour durch die USA und fotografierte eine Serie von intimen Porträts, die 2016 als Einzelausstellung im Fotomuseum Den Haag präsentiert wurden.
De Puy lebt in Amsterdam und New York City.

## Auszeichnungen
- Zilveren Camera de Nationale Portretprijs (2014).

## Ausstellungen
- Fotomuseum Den Haag (2009)
- Nederlands Fotomuseum, Rotterdam (2009)
- If this is true… 10.000 km door Amerika op een motor. Fotomuseum Den Haag (2016)
- Randy, Bonnefantenmuseum, 2018